# ورلد بسايكيتري (مجلة)
مجلة ورلد بسايكيتري بمعنى عالم الطب النفسي (بالإنجليزية: World Psychiatry) هي مجلة طبية محكمة تغطي الأبحاث في مجال الطب النفسي، وتعد المنشور الرسمي للجمعية العالمية للطب النفسي [الإنجليزية]. وينشرها وايلي بلاكويل [الإنجليزية] ورئيس التحرير هو ماريو ماج.

## المستخلصات والفهرسة
وفقًا لتقارير الاستشهاد بالمجلات الأكاديمية، فإن للمجلة عامل تأثير 2021 يبلغ 79,683. في المرتبة 1 من 155 مجلة في فئة الطب النفسي والمرتبة 1 من 3,414 مجلة في فئة فهرس الاستشهادات في العلوم الاجتماعية [الإنجليزية].
المجلة مجردة وفهرسة في ببمد، والمحتويات الحالية / الطب السريري، والمحتويات الحالية / العلوم الاجتماعية والسلوكية، ومؤشر الاقتباس العلمي، وامباسي [الإنجليزية].

## مقالات ذات صلة
- قائمة مجلات الطب النفسي [الإنجليزية]

## روابط خارجية
- الموقع الرسمي